# Ambohimanga
Kongehøjen Ambohimanga, 21 km nord for hovedstaden Antananarivo på Madagaskar regnes af mange lokale som nationens vugge og et helligt sted, en status området har haft i 500 år.
Området, som er på 59 hektar, med en bufferzone på 425 hektar omkring, ligger 1.468 moh., mens landskabet omkring ligger på ca. 1.300 moh. I 1500-tallet, da Ambohimanga først blev bebygget var øen inddelt i småkongedømmer, og sådanne befæstede højder var lokale magtbaser. I 1700-tallet var stedet landets hovedstad, og efter at Antananarivo blev hovedstad i 1794 vedblev Ambohimanga at være kongelig gravplads og helligdom. Dronning Ranovalona 1. lod to nye porte opføre ca. 1830. Paladset Fandriampahalemana og glaspavillonen Tranofitaratra kom 1871. I 1897 blev de kongelige grave flyttet fra stedet, til Antananarivo af de franske kolonimyndigheder. Hensigten var at svække Ambohimangas betydning som nationalt symbol, og okkupanterne fulgte op ved at rasere bygninger og opføre en militærlejr på samme sted. Dette virkede, forståeligt nok, mod sin hensigt, og Ambohimanga blev et valfartssted for befolkningen gennem 1900-tallet og er fremdeles en nationalhelligdom.
Området består af 10 forskellige anlæg af betydning: bakken og skoven; mure som omkransede et 2,5 km² stort område og med op til 12 ton tunge porte; den befæstede kongeby hvor gravkamrene var indtil 1897; kongelige træer; dommersædet; en hellig kilde; den hellige søen Amparihy (kunstig); en hellig skov; dyrkningsterrasser i skråningerne nedenfor; og diverse andre hellige steder.
Området blev optaget på UNESCOs verdensarvliste i 2001. Begrundelsen er at stedet er det tydeligste symbol for det madagaskiske folks identitet, og at stedet rummer kulturhistoriske anlæg fra flere århundreder.

## Eksterne kilder og henvisninger
- Wikimedia Commons har flere filer relateret til Ambohimanga
- Royal Hill of Ambohimanga på World Monuments Funds websted
- Le Rova Ambohimanga Arkiveret 11. marts 2012 hos  Wayback Machine